# Wolfgang Fleischer
Wolfgang Fleischer (1922 Großschirma – 1999 Lipsko) byl německý germanista, specializující se zejména na oblast lexikologie, slovotvorby, frazeologie, stylistiky, onomastiky, dialektologie současného německého jazyka.

## Život
Wolfgang Fleischer studoval v letech 1952–1956 v Lipsku germanistiku, nederlandistiku a nordistiku. Roku 1958 promoval u prof. Theodora Fringse.
V roce 1969 byl jmenován profesorem německého jazyka v Lipsku, kde působil až do roku 1987.